# Arnaut Daniel

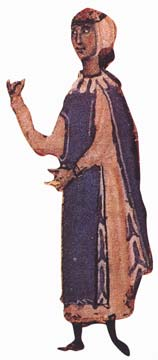
Arnaut Daniel

Arnaut Daniel de Riberac (ook wel bekend als Arnaut Danièl) was een Occitaanse troubadour uit de 12e eeuw, die door Dante werd geprezen als "il miglior fabbro" (“de beste schepper”, of letterlijk “de beste smid”). Hij werd tevens een grootmeester der liefde genoemd door Francesco Petrarca. In de 20e eeuw werd hij door Ezra Pound in diens werk The Spirit of Romance (1910) erkend als een van de grootste dichters die ooit heeft geleefd.
Volgens sommige bronnen kwam Daniel uit een rijke familie die in het kasteel in  Ribérac, Périgord woonde. Andere bronnen spreken dit echter tegen, en vermelden dat Daniel een nar was met financiële problemen. Raimon de Durfort omschreef hem als “een student die geruïneerd werd door de dobbelsteen”.
Daniel was de uitvinder van de sestina, een lied van zes stanzas die elk uit zes zinnen bestaan, waarbij dezelfde woorden in elke stanza opnieuw worden gebruikt, zij het in een andere volgorde. Hij zou tevens de auteur zijn geweest van Lancillotto, of Launcelot of the Lake, maar hiervoor bestaan geen harde bewijzen. 
Daniel is tevens een personage in Dantes de goddelijke komedie.